# Nadelstichverletzung

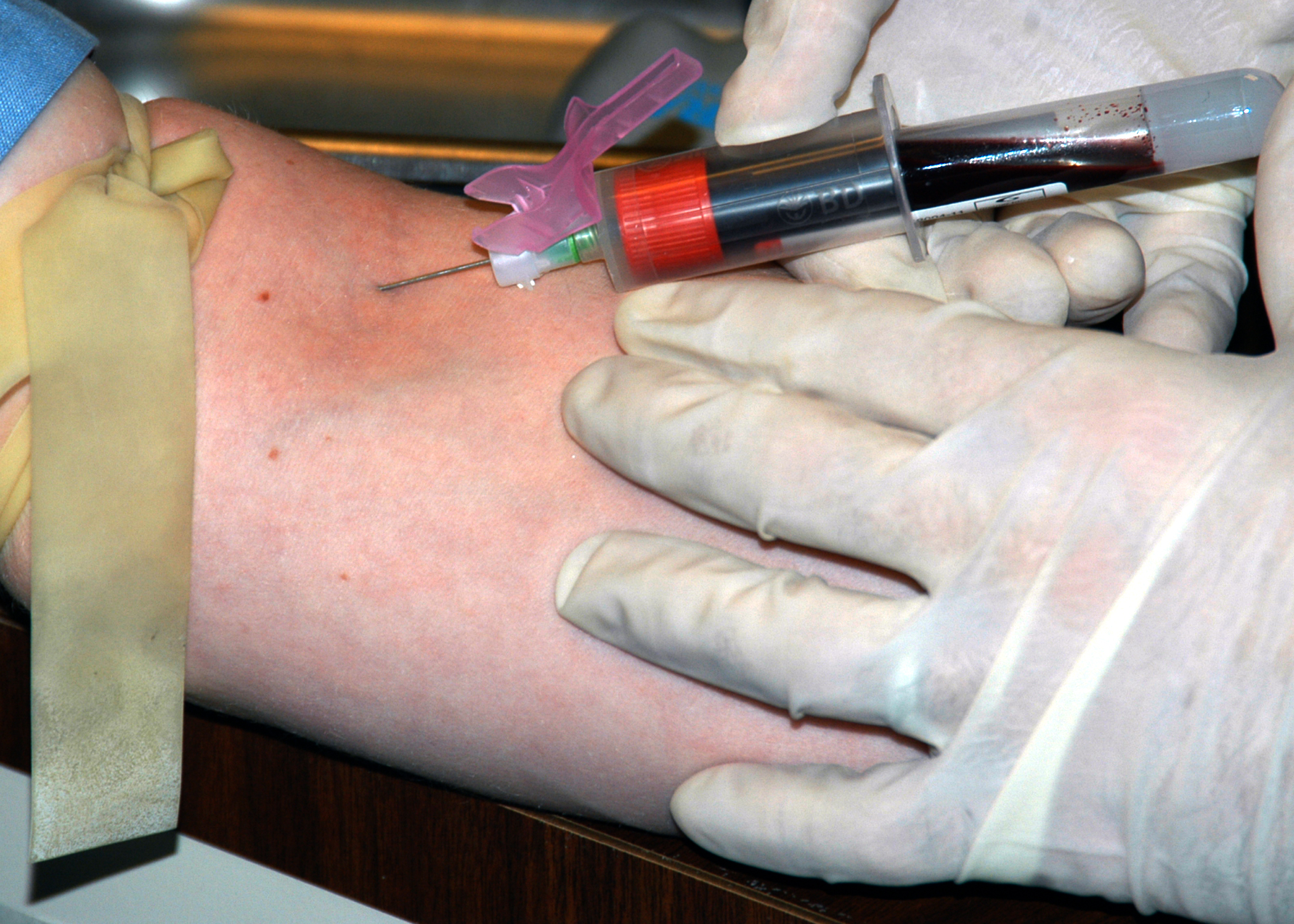
Blutentnahme mit einer Sicherheitskanüle, welche nach Gebrauch gegen Nadelstichverletzungen gesichert werden kann

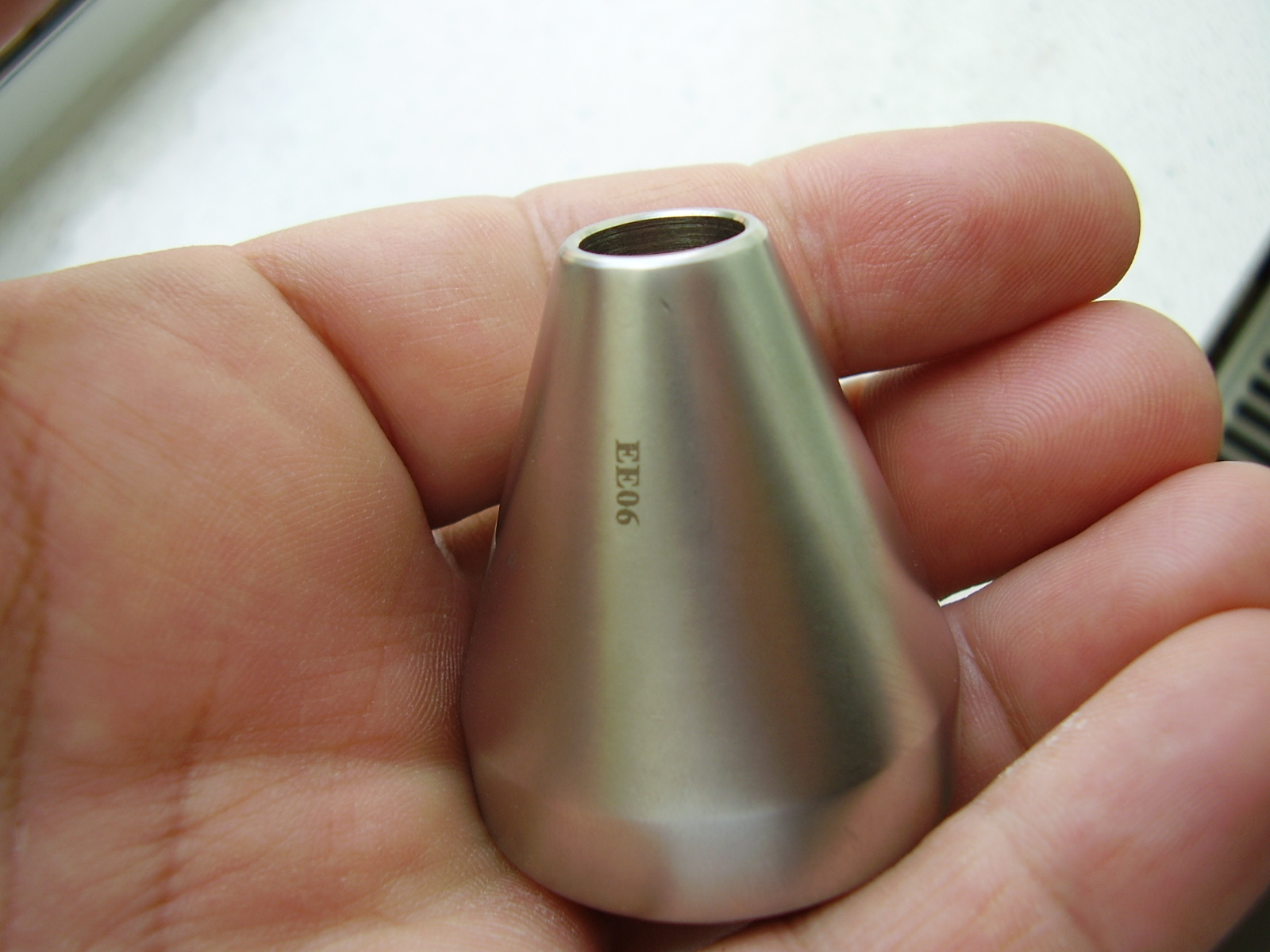
Metallständer zum Zurückstecken der Kanüle

Als Nadelstichverletzung (NSV, NSTV) bezeichnet man jegliche Stich-, Schnitt- oder Kratzverletzung von in erster Linie medizinischem Personal mit scharfen oder spitzen Gegenständen (Kanülen, Skalpellen oder ähnlichen Gegenständen), die durch Patientenblut oder Körperflüssigkeiten verunreinigt waren, unabhängig davon, ob die Wunde geblutet hat oder nicht. Sie zählen zu den häufigsten Arbeitsunfällen der Mitarbeiter im Gesundheitswesen und stellen für den Betroffenen eine ernstzunehmende Gefährdung dar. Bei Nadelstichverletzungen können verschiedenste infektiöse Erreger übertragen werden, praktisch bedeutsam sind vor allem das humane Immundefizienz-Virus (HIV) sowie das Hepatitisvirus B (HBV) und das Hepatitisvirus C (HCV).

## Rechtliche Grundlagen
Ende Juli 2013 ist eine Neufassung der Biostoffverordnung in Kraft getreten. Vor allem sollen Beschäftigte im Gesundheitsdienst besser vor Infektionsrisiken durch Stich- und Schnittverletzungen geschützt werden. Anlass für die Neufassung war die nötige Umsetzung der EU-Nadelstichrichtlinie von 2010 in nationales Recht. Gemäß § 10 BioStoffV müssen gebrauchte spitze und scharfe Arbeitsmittel, zu denen Injektionsnadeln oder Skalpelle zählen, sicher entsorgt werden. Im Einzelnen:
- Festlegung und Anwendung sicherer Verfahren für den Umgang mit scharfen/spitzen medizinischen Instrumenten und kontaminierten Abfällen und für deren Entsorgung.
- Einführung sachgerechter Entsorgungsverfahren sowie deutlich gekennzeichneter und technisch sicherer Behälter für die Entsorgung scharfer/spitzer medizinischer Instrumente und Injektionsgeräte.
- Vermeidung bzw. Einschränkung des unnötigen Gebrauchs scharfer/spitzer Instrumente.
- Bereitstellung und Verwendung medizinischer Instrumente mit integrierten Sicherheits- und Schutzmechanismen.
- Verbot des Wiederaufsetzens der Schutzkappe auf die gebrauchte Injektionsnadel (Recapping).

In Österreich ist das Recapping seit Mai 2013 gemäß NastV § 4 Abs. 2, Nr. 2 verboten.

### Zahnmedizin
Die Technischen Regeln für Biologische Arbeitsstoffe (TRBA 250), die vom Ausschuss für biologische Arbeitsstoffe (ABAS) im Gemeinsamen Ministerialblatt veröffentlicht werden, beschreiben unter Punkt 4.2.4 Ziffer 7 explizit für die Lokalanästhesie in der Zahnmedizin das einhändige Recapping als sicheres Arbeitsgerät im Sinne der TRBA 250. Das einhändige Recapping ist damit in Deutschland in Zahnarztpraxen zugelassen. Das bedeutet, dass die Injektionsnadel nach der Injektion mit einer Hand in die Schutzhülle wiedereingeführt werden darf, sofern die andere Hand sich nicht in der Nähe der Schutzhülle befindet. Beispielsweise kann dazu ein Schutzkappenhalter verwendet werden, der einen sicheren Abstand beim Recapping gewährleistet. Injektionskanülen sind auf der Zylinderampullenspritze verschraubt, so dass diese nicht einfach entsorgt werden können, sondern vom Karpulenbesteck abgeschraubt werden müssen. Injektionskanülen dürfen auch nicht verbogen oder abgeknickt werden, es sei denn, diese Manipulation dient der Aktivierung einer integrierten Schutzvorrichtung.

## Häufigkeit
Verlässliche Zahlen zur Epidemiologie sind nicht vorhanden, was hauptsächlich an einer hohen Dunkelziffer liegt und durch die Zuständigkeit verschiedener Versicherungsträger erschwert wird. Für Deutschland wird die Zahl der Verletzungen auf etwa 500.000 im Jahr geschätzt, für die USA auf 800.000. Eine andere Untersuchung spricht von einer höheren Rate von einer Verletzung pro Jahr und Mitarbeiter. Weltweit wird die Rate der Stiche mit infiziertem Material auf über 3,5 Millionen pro Jahr geschätzt; dadurch werden etwa 66.000 Infektionen mit HBV, 16.000 mit HCV und 1.000 mit HIV verursacht.
Die Verletzungsrate innerhalb der verschiedenen Fachrichtungen weist erhebliche Unterschiede auf. Die Disziplinen mit der höchsten Rate sind die Tiermedizin, Chirurgie, Hals-Nasen-Ohren-Heilkunde, Zahnmedizin (dort vorwiegend bei Verabreichung der Lokalanästhesie), Innere Medizin und Dermatologie, die wenigsten Nadelstichverletzungen kommen in der Radiologie und Pädiatrie vor. Ärzte haben dabei das höchste Verletzungsrisiko unter den medizinischen Berufsgruppen, unter Berücksichtigung von Arbeitszeiten von bis zu einem fünffachen Faktor. Eine Untersuchung unter amerikanischen Chirurgen ergab, dass sich nahezu jeder der Befragten während seiner Ausbildungszeit mindestens einmal gestochen hatte.
Die Dunkelziffer von nichtgemeldeten Nadelstichverletzungen ist hoch, sie wird auf über 50 % geschätzt, für Deutschland im Bereich von 90 %. Als Gründe werden unter anderen Zeitmangel, Annahme eines geringen Infektionsrisikos und Selbstversorgung sowie Bagatellisierung aus Angst vor Stigmatisierung oder beruflichen Konsequenzen genannt.

## Übertragungswahrscheinlichkeiten

### Tätigkeiten am Patienten
Das Risiko einer solchen tätigkeitsbedingten Infektion durch blutübertragene Erreger hängt davon ab, wie viele infektiöse Patienten in der entsprechenden Einrichtung vorhanden sind, mit welchen Erregern die Patienten infiziert sind, und wie häufig die Blutkontakte aufgrund der Arbeitsbedingungen sein können. Natürlich hängt das Infektionsrisiko auch von der Art der Verletzung ab – allerdings ist hier größte Vorsicht geboten, denn selbst kleinste, oft als Bagatelle eingestufte Verletzungen können bereits zu einer schwerwiegenden Infektion bis hin zur Berufskrankheit führen.
Das Risiko einer Infektion nach einer Nadelstichverletzung setzt sich aus zwei Faktoren zusammen: Zum einen muss der Quellpatient infektiös sein (Prävalenz), zum anderen ist eine Infektion von der Übertragungswahrscheinlichkeit bzw. der Virulenz abhängig.
Zu beachten ist, dass die Prävalenz der relevanten Erreger in Einrichtungen des Gesundheitsdienstes (Krankenhäuser etc.) gegenüber der Allgemeinbevölkerung deutlich erhöht ist.
Zu einer Übertragung (Infektion) nach einer Nadelstichverletzung kommt es
- bei HBV in 300 von 1000 Fällen (30 % Übertragungswahrscheinlichkeit),
- bei HCV in 30 von 1000 Fällen (3 % Übertragungswahrscheinlichkeit),
- bei HIV in 3 von 1.000 Fällen (0,3 % Übertragungswahrscheinlichkeit).[14]

### Risiko durch die Arbeit an Leichen und bioptischem Material
Von menschlichen Überresten geht nach ihrem Tod ein Übertragungsrisiko für verschiedene Erreger aus. In einer Studie konnte nachgewiesen werden, dass HI-Viren im Vollblut von Leichen, die 36 Stunden nach dem Tod ungekühlt gelagert wurden, per Polymerasekettenreaktion nicht mehr nachzuweisen waren. Ebenso können HCV und HBV übertragen werden. Daten, wie lange diese Viren in Leichen überleben, liegen nicht vor. Ebenso ist die Übertragung von Meningokokken kurze Zeit post mortem möglich. Tuberkelbakterien sind besonders widerstandsfähig und halten sich bis zu Jahren im toten Körper. Generell besteht bei einer Sepsis für jeden bakteriellen Erreger ein Übertragungsrisiko. Menschliches Gewebe ist nach ausreichender Formaldehydfixierung bezüglich Viren und Bakterien als nicht infektiös anzusehen.
Eine Ausnahme bilden Prionenerkrankungen wie die Creutzfeldt-Jakob-Krankheit. Prionen sind als reine Proteinstrukturen sehr widerstandsfähig und überstehen eine normale Formaldehydbehandlung. Prionen können durch Aerosole übertragen werden. Infolgedessen ist beim Verdacht auf eine solche Erkrankung besondere Vorsicht geboten. Betroffene Oberflächen sollten mit Natronlauge gereinigt werden. Präparate, die fixiert werden müssen, werden erst durch eine Vorbehandlung mit Formiat und nachfolgende Formaldehydfixierung ungefährlich.

## Maßnahmen nach Verletzung
Als Sofortmaßnahme wird versucht, die Blutung bei geringem Blutfluss für ein bis zwei Minuten zu verstärken bzw. anzuregen, anschließend wird die Stelle der Verletzung, insbesondere der Stichkanal, ausgiebig mit geeigneten Mitteln (Desinfektionsmittel auf Alkoholbasis) mindestens zehn Minuten desinfiziert. Nach der sofortigen Vorstellung bei einer Rettungsstelle oder einem D-Arzt sollten sowohl dem Patienten als auch dem Betroffenen unverzüglich Blut entnommen und mittels Immunoserologie auf HIV, Hepatitis B und C untersucht werden. Dadurch sollen Impfstatus des „Empfängers“ und Infektiosität des „Spenders“ überprüft werden.
Falls eine Infektion beim Patienten nachgewiesen werden konnte, sind weitere Maßnahmen erforderlich. Ist der Spender HIV-positiv, wird innerhalb eines Zeitfensters von wenigen Stunden eine medikamentöse Postexpositionsprophylaxe durchgeführt. Bei einer Hepatitis-B-Infektion wird bei nicht vorhandenem Impfschutz des Empfängers simultan Hepatitis-B-Immunglobulin verabreicht und eine Impfung durchgeführt. Ist ein niedriger Impftiter vorhanden, genügt die Impfung, ist der Titer ausreichend, ist diese nicht notwendig, der Verletzte gilt als geschützt. Gegen Hepatitis C existiert keine Impfung. Bei einer Inokkulation von Hepatitis-C-positivem Material wird keine sofortige Postexpositionsprophylaxe empfohlen. In den folgenden Wochen wird jedoch mehrmals die Entwicklung von Antikörpern überprüft und gegebenenfalls eine Therapie mit Interferon und Ribavirin eingeleitet. Die Meldung des Unfalls an die Berufsgenossenschaft erfolgt durch einen Arzt.
Die Berufsgenossenschaft für Gesundheitsdienst und Wohlfahrtspflege (BGW) hat für die einfache und sichere Abklärung einer Infektion nach Stich- und Schnittverletzungen im Gesundheitsdienst ein diagnostisches Standardverfahren entwickelt, das sogenannte Regeluntersuchungsprogramm. In der Schweiz gelten seit 2007 Empfehlungen des Bundesamts für Gesundheit bei Expositionen gegenüber Blut oder anderen biologischen Flüssigkeiten (EBF).

## Prophylaxe
Zur Prophylaxe (Verhinderung von Verletzungen mit scharfen kontaminierten
Gegenständen) dienen folgende Maßnahmen:
- organisatorische Maßnahmen
- Sicherheitsprodukte

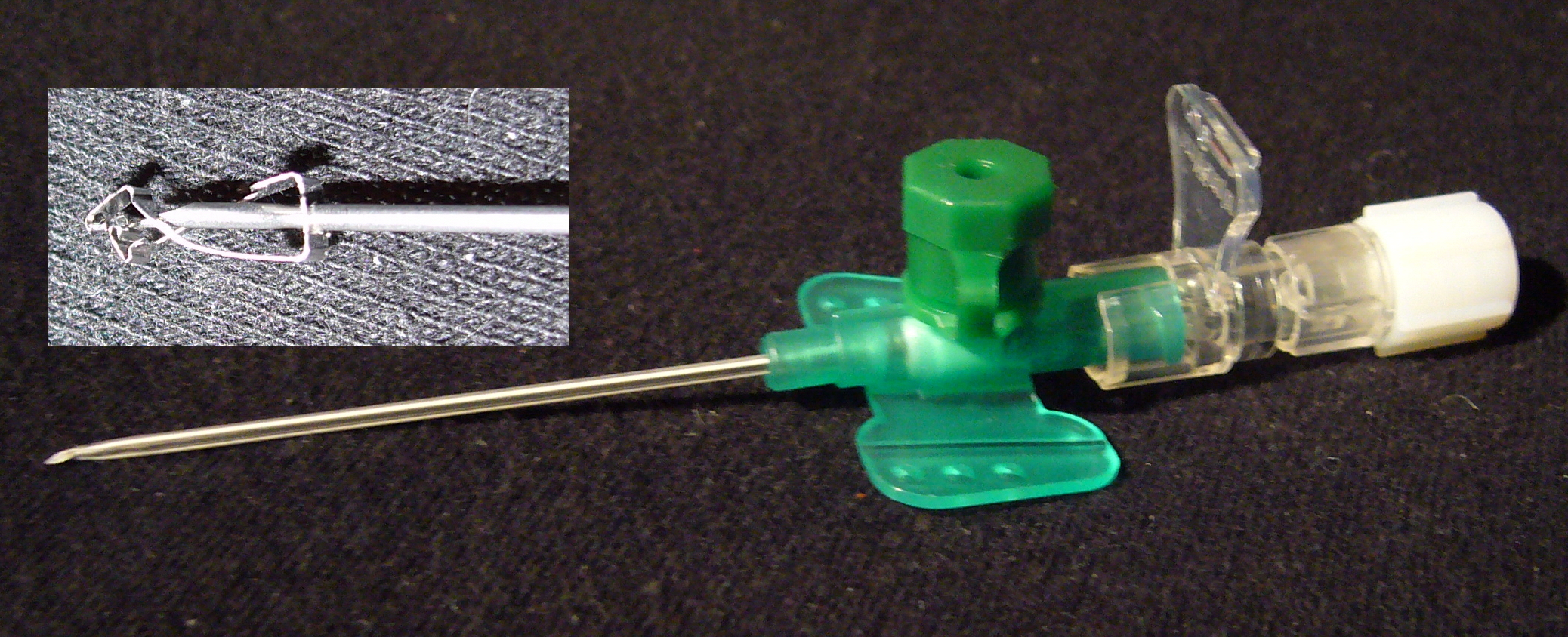
Sicherheits-Venenverweilkanüle

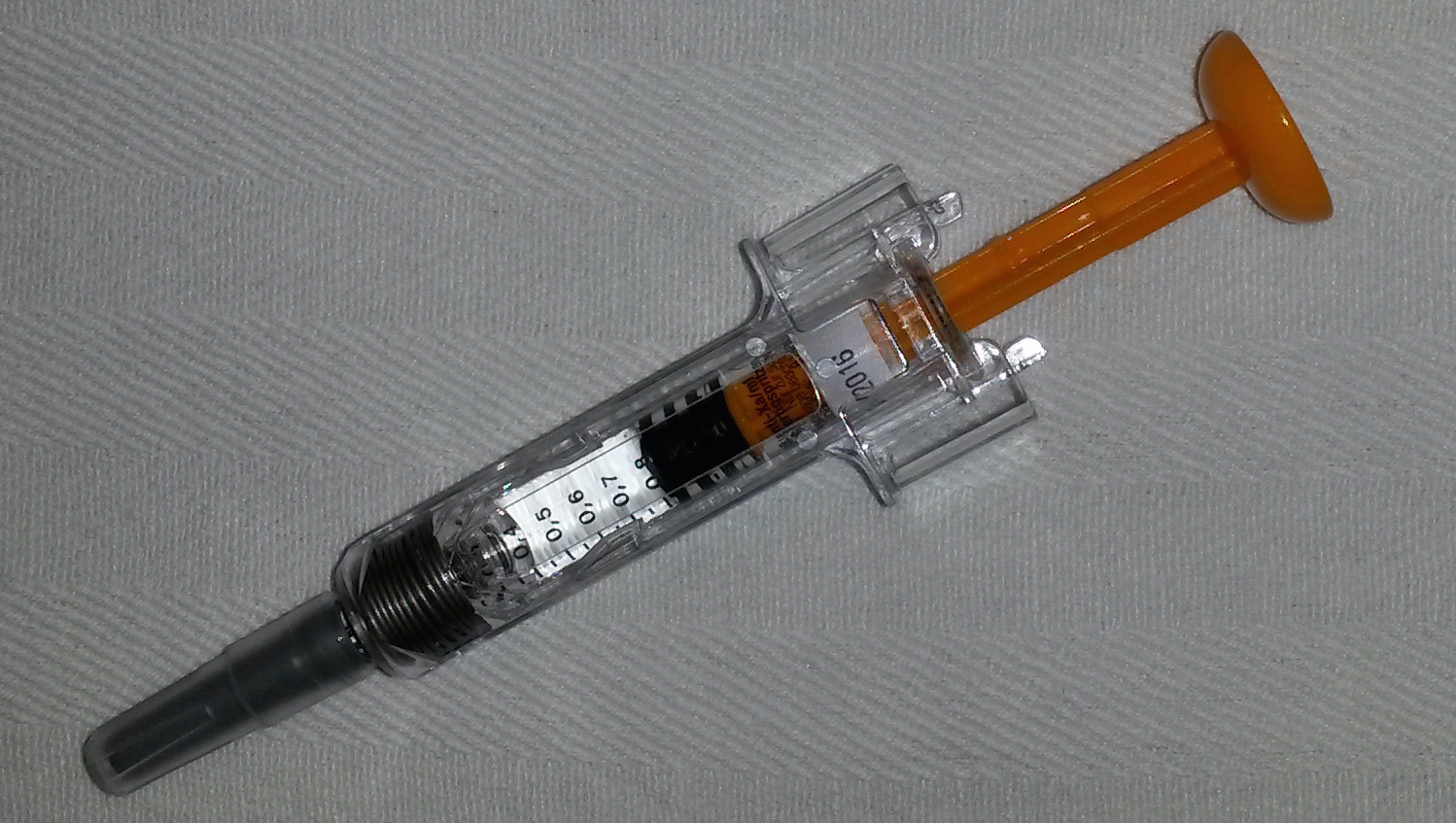
Fertigspritze mit Sicherheits-Mechanismus.

Neben organisatorischen Maßnahmen (wie regelmäßigen Schulungen im richtigen, sicheren Umgang mit spitzen und/oder scharfen Instrumenten) kommt der Verwendung sicherer Instrumente zunehmend größere Bedeutung zu. So werden zunehmend Antithrombotika (z. B. Fraxiparin, Clexane, Arixtra) aber auch Impfstoffe (z. B. Gardasil) mit geeigneten Sicherheitsspritzen (mit Nadelschutz: beispielsweise einhändig aktivierbarer Schutzschild für die Kanüle oder durch Federmechanismus ausfahrbare und selbstarretierende Schutzhülle nach einmaligem Gebrauch – rastet in Entsorgungsposition ein) angeboten. Die Verwendung dieser Produkte ist seit der Änderung der TRBA 250 seit Mai 2006 für viele Bereiche (Gefängniskrankenhäuser, Notfallaufnahmen etc.) und Tätigkeiten (Behandlung fremdgefährdender Patienten, Behandlung infizierter Patienten) vorgeschrieben.
Bei der Verwendung von nadelfreien Injektionsgeräten sind Nadelstichverletzungen grundsätzlich ausgeschlossen.

### Schwangerschaft
Gemäß § 11 des Mutterschutzgesetzes darf ein Arbeitgeber eine schwangere Frau keine Tätigkeiten ausüben lassen und sie keinen Arbeitsbedingungen aussetzen, bei denen sie in einem Maß Gefahrstoffen, Biostoffen, physikalischen Einwirkungen, körperlichen Belastungen oder mechanischen Einwirkungen ausgesetzt ist, dass dies für sie oder für ihr Kind eine unverantwortbare Gefährdung darstellt. Nach der Rechtsprechung werden an die Voraussetzungen für dieses Beschäftigungsverbot sehr strenge Anforderungen gestellt. Es ist daher nach der Rechtsprechung nicht ausreichend, dass das Infektionsrisiko durch geeignete Schutzmaßnahmen nahezu völlig ausgeschlossen wird. Nach der Rechtsprechung muss vielmehr bei allen Tätigkeiten, die durch Schwangere durchgeführt werden, eine Verletzungs- und Infektionsgefahr sicher ausgeschlossen sein. Damit ist jegliche Tätigkeit im Zusammenhang mit Injektionsbestecken, ob eine Blutentnahme oder die Reinigung oder Sterilisation der Instrumente ab Bekanntwerden der Schwangerschaft untersagt.

## Hochrisikopatienten
Für Tätigkeiten auf Sonderisolierstationen im Rahmen der Behandlung und Pflege von Patienten, die mit einem hochkontagiösen lebensbedrohlichen Krankheitserreger – wie dem Ebolavirus – infiziert sind, wird eine Person mit besonderer Fachkunde gefordert: Sie unterstützt den Arbeitgeber bei der Gefährdungsbeurteilung, der Kontrolle der Wirksamkeit der Schutzmaßnahmen und der Unterweisung. In dieser Schutzstufe 4 wurde durch die Biostoffverordnung von 2013 ein Erlaubnisverfahren für Tätigkeiten mit hochpathogenen Biostoffen anstelle des bisherigen Anzeigeverfahrens eingeführt.

## Sozialmedizinische Bedeutung
Eine gemeldete Nadelstichverletzung kostet einer Erhebung der Universität Wuppertal zufolge durchschnittlich 487 Euro.
Dieser Betrag beinhaltet lediglich die notwendigen Laboruntersuchungen und den daraus resultierenden Arbeitsausfall. Eventuelle Behandlungskosten bei einer stattgefundenen Infektion sind in dieser Summe nicht enthalten.
Den Großteil tragen die Unfallversicherungen.
Dem Krankenhaus selbst entstehen 148 Euro Kosten (primär durch den Arbeitsausfall).
Dieser Sachverhalt macht die gezielte Prävention sowie eventuelle Mehrinvestition in sichere Instrumente und ausreichend zur Verfügung gestellte Abwurfbehältnisse auch ökonomisch plausibel.